# Eperjesi görögkatolikus főegyházmegye
Az eperjesi görögkatolikus főegyházmegye (szlovákul: Prešovská archieparchia, latinul: Archieparchia Presoviensis, 1920-ig Eparchia Eperjesiensis, 2008. január 30-áig eperjesi görögkatolikus egyházmegye) a görög rítusú katolikus egyház főegyházmegyéje Szlovákiában. A főegyházmegye élén jelenleg Peter Rusnák apostoli kormányzó áll Ján Babjak SJ (jezsuita) metropolita-érsek 2022 május 25-i nyugalomba vonulása óta. Főszékesegyháza az eperjesi Keresztelő Szent János-katedrális, egykori minorita templom.

## Történelem
1818. szeptember 22-én hozta létre VII. Piusz pápa az eperjesi székhelyű püspökséget a Relata semper című bullájával, bár I. Ferenc már 1816-ban Tarkovics Gergelyt kinevezte eperjesi püspöknek. A püspökség területét az 1771-ben létrehozott munkácsi görögkatolikus egyházmegyéből jelölték ki. A püspökség székhelye a minoriták egykori kolostora és temploma lett, melyet Tarkovics a keleti rítus szerint átalakíttatott.
Az egyházmegyei tevékenység töretlen volt egészen 1948-ig. A kommunista hatóságok erőteljes propagációval a híveket igyekeztek áttéríteni a görögkeleti vallásra. 1950. április 28-án a kommunista hatóságok ún. „szobor”-t hívtak össze Eperjesre, melyben kikényszerítették a görög (Rómával egyesült) egyház felszámolását, az összes vagyonát és híveit az ortodox egyház vette át. Ez az esemény, melyben ekkor az ortodoxia aktívan részt vett eredményezte a súlyos ellentétet a két egyház között, amely Szlovákiában mind a mai napig tart. A kommunista hatóságok ezen a napon uralmuk alá vették Eperjest, félve egy esetleges felkeléstől. A „szobor” határozata az egyesült egyház felszámolása volt, melyben a hívek „önként” visszatértek az ortodox egyházba. Gojdič püspököt, aki visszautasította a székesegyház átadását, a hatóságok letartóztatták. A 320 pap közül mindössze 30 hódolt be. Legtöbbjüket hosszú börtönre ítélték, sok ellenállót (elsősorban papokat) Csehországba telepítettek.
1968. június 13-án az egyház működését visszaállították. A szobor határozatait megszüntették. Az egyház vagyonát csak az ortodox egyházzal való megegyezés szerint kapta vissza, így a templomok többnyire közös használatban voltak. 1968. július 5-én visszakapták az eperjesi székesegyházat, a szeminárium és a püspöki palota azonban az ortodoxoké maradt.
1989-ben az egyház teljes rehabilitálást kapott, azonban az ortodox híveket, az ortodox egyház 1950-es fellépése miatt kiűzték a templomokból. A rendszerváltozás után hosszú ideig tartott az újjáéledés, míg sikerült visszaszerezni a görögkatolikus egyház egykori épületeit és templomait. 1993-ban Csehszlovákia felbomlásával szükségessé vált azon görögkatolikus hívek helyzetének megoldása, akiket még a szocializmus évei alatt Csehországba telepítettek és ott maradtak. 1993-ban Ján Hirka eperjesi püspök vikariátust szervezett Prágában, majd 1996. március 13-án II. János Pál pápa a csehországi vikariátust (helynökséget) kivette az eperjesi egyházmegye joghatósága alól, az Apostoli Szentszék alá helyezte, mint önálló apostoli exarchátust Csehországi görögkatolikus exarchátus néven. 1997. február 21-én pedig Szlovákiában is új exarchátust hoztak létre Kassai görögkatolikus exarchátus névvel. 2008. január 30-án XVI. Benedek pápa érsekséggé emelte az addigi eperjesi püspökséget, és így megszületett a szlovák görögkatolikus egyháztartomány. Az egyháztartományba beletartozik az Eperjesi főegyházmegye, valamint szuffragán egyházmegyéi, a Pozsonyi és a Kassai görögkatolikus egyházmegyék.

## Szomszédos egyházmegyék
- Pozsonyi görögkatolikus egyházmegye (délnyugat)
- Przemyśl-Varsói főegyházmegye (észak)
- Munkácsi görögkatolikus egyházmegye (kelet)
- Kassai görögkatolikus egyházmegye (dél)